# 維納巴
維納巴(梵文：Vinapa)，印度大乘密宗人士，八十四成就者之一。

## 簡介
維納是一種六弦琴，維納巴這個名字的意思是「彈奏維納（Vina）的人」。他是噶乎利國王的獨生子，卻不問國事，沉溺於音樂中。一日布達巴（Buddhapa）尊者出現在他面前，為他灌頂，讓他可以一邊彈琴一邊修習佛法，經過九年，證得大手印，於是在國內弘法，最後即身進入空行淨土。